# 京成3600型電動列車
京成3600型電動列車是京成电铁于1982年引入的通勤型電车。

## 概要
作为3500系的后继产品，為未來的通勤型列車訂立標準，目的包括节省能源、简化维护和提高安全性 ，从1982年6月到1989年7月生产了9列6节共54辆的车厢。

## 腳注
1. ↑  . 保育社. 1982-05-05: 28.

- 小游社《铁道迷》
  - 1982年9月号新车指南“Keisei 3600”
  - 2000年1月号《京成3600简史·3600奔跑的明天》（桂岚山）
- 铁路图书出版协会《铁路画报》
  - 2007年3月特刊特刊《京成电铁》
- 日本铁道驾驶员协会《驾驶协会杂志》2003年1月新闻 芝山铁道“芝山至市中心的芝山铁道开通”